# OpenJUMP
OpenJUMP je vektorově orientovaný multiplatformní opensource GIS. Program je napsaný v jazyce Java, a proto by měl běžet v kterémkoliv operačním systému s podporou min. Java 1.4 (testováno na Linuxu, Windows a Mac OS X). Nejde o pouhou prohlížečku map, ale o plně vybavený desktop GIS s podporou editace, ukládání, analýzy atd. 

## Klíčové vlastnosti
- Podpora čtení i zápisu několika vektorových formátů (JUMP GML, ESRI Shapefile, FME GML, GML 2.0, WKT)
- Editační funkce (pouze vektory)
- Analytické funkce
- Zobrazování rastrových dat (TIF, JPEG, PNG, GIF)
- Podpora OGC WMS a WFS.
- GIS API s pluginovou architekturou - mnoho funkcí lze přidat doinstalováním dalších pluginů
- Plně grafické uživatelské rozhraní

## Omezení
OpenJUMP má poměrně hodně analytických funkcí, nicméně existují jistá omezení vyplývající ze zaměření programu:
- Chybí podpora transformace kartografických zobrazení
- Jednodušší symbologie
- Vektorové vrstvy otevřené ze souboru se načítají celé do paměti - z toho vyplývá omezení velikosti dat která lze ještě načíst, nicméně:
  - to znamená také vyšší rychlost,
  - množství paměti přidělené aplikaci lze volit;
  - omezení lze obejít načtením vrstvy z databáze.

## Vývoj
OpenJUMP je založen na opensource aplikaci JUMP vytvořené a spravované firmou Vivid Solutions. Tato aplikace má poněrně dlouhý vývojový cyklus a právě z toho důvodu projekt OpenJUMP vznikl. Později byly z OpenJUMPu i původního JUMPu odvozeny další varianty GIS aplikací zaměřené na speciální úlohy či určené konkrétní skupině uživatelů (např. deeJUMP, SkyJUMP, PirolJUMP a Kosmo). Existence tolika různých odvozených projektů vede samozřejmě k určité paralelizaci práce při vývoji, nicméně mezi vývojáři jednotlivých projektů probíhá komunikace a většina vylepšení z dceřiných projektů se následně implementuje zpět do verze OpenJUMP.
Jednotlivé alternativy OpenJUMPu mají podobné uživatelské rozhraní a jsou vzájemně kompatibilní do té míry, že mohou např. bez úprav přejímat většinu pluginů vytvořrených pro jinou verzi JUMPu. Pluginová architektura umožňuje přidávat funkcionalitu bez zásahu do jádra aplikace, což přispívá jak k rychlejšímu vývoji, tak k vysoké stabilitě vývojových verzí programu.